# Олимпик-парк
Олимпик-парк — многоцелевой стадион, расположенный на Олимпийском бульваре в Мельбурне. Стадион был построен для соревнований по легкой атлетике к Летним Олимпийским Играм 1956 года, принимал также футбольные матчи.
В настоящее время стадион используется как домашняя арена команды Австралийской Лиги Регби Мельбурн Шторм и соревнований по легкой атлетики.
Олимпик-парк один из самых больших в Виктории стадионов прямоугольной конфигурации, что позволяет принимать матчи по регби, регби-лиг, футболу и американскому футболу.
У стадиона есть освещение, пригодное для проведения вечерних матчей. Олимпик-парк имеет 18 500 мест из них 11 000 сидячие.